# بيل فاي
بيل فاي (بالإنجليزية: Bill Fay)‏ هو كاتب أغاني ومغن مؤلف وعازف بيانو بريطاني، ولد في القرن العشرين في لندن في المملكة المتحدة.

## وصلات خارجية
- بيل فاي على موقع IMDb (الإنجليزية)
- بيل فاي على موقع ميوزك برينز (الإنجليزية)
- بيل فاي على موقع أول ميوزيك (الإنجليزية)
- بيل فاي على موقع ديسكوغز (الإنجليزية)